# 流川町 (名古屋市)
流川町（ながれがわちょう）は、愛知県名古屋市中区の地名。

## 歴史

### 沿革
- 1878年（明治11年）12月28日 - 流川松小路・流川下小路・流川中小路・流川上小路・流川南小路・南部小路をそれぞれ合併する[2]。
- 1889年（明治22年）10月1日 - 名古屋市成立に伴い、同市流川町となる[2]。
- 1908年（明治41年）4月1日 - 中区成立に伴い、同区流川町となる[2]。
- 1942年（昭和17年）3月15日 - 南小川町と境界を変更する[2]。
- 1944年（昭和19年）2月11日 - 栄区成立に伴い、同区流川町となる[2]。
- 1945年（昭和20年）11月3日 - 栄区廃止に伴い、中区流川町となる[2]。
- 1977年（昭和52年）10月23日 - 新栄一丁目・新栄二丁目にそれぞれ編入され、消滅[2]。